# Campionati italiani di taekwondo del 2012
I Campionati italiani di taekwondo del 2012 sono stati organizzati dalla Federazione Italiana Taekwondo e si sono svolti all'interno della Nuova Fiera di Roma, nel Lazio, nel periodo 1-3 dicembre 2012.
L'evento, riservato alle cinture nere senior, ha assegnato medaglie in otto categorie di peso diverse sia agli uomini che alle donne.
Si è trattata della quarantatreesima edizione dei campionati.

## Podi

### Uomini
| Categoria               | Oro                                       | Argento                                 | Bronzo                                                                              |
| fino a 54 kg (dettagli) | Emanuele Riemma (Asd Canguro)             | Dario Chiaramida (Kim Yu Sin)           | Giuseppe Ieppariello (Centro Sportivo Tkd Gym Club 2) Antonio Di Fusco (Aerobiclub) |
| fino a 58 kg (dettagli) | Francesco Palma (Tkd Olimpico Club Lecce) | Gabriele Crisafulli Fiamme Oro          | Raffaello Sergio (Tkd Gold Academy) Danilo De Furia Vigili del Fuoco                |
| fino a 63 kg (dettagli) | Danilo Di Maggio Fiamme Oro               | Simone Chiarella (Centro Tkd Kukkiwon)  | Daniele De Santis (Centro Tkd Prati) Elia De Chiara (Bentis)                        |
| fino a 68 kg (dettagli) | David Thomas (Olympic Tkd Academy)        | Claudio Treviso Esercito                | Gianmarco Pezzullo (New Green Form) Luciano Bonaccorso (Tkd Sport Center)           |
| fino a 74 kg (dettagli) | Francesco Zocco Fiamme Oro                | Cristian Clementi Fiamme Oro            | Claudio Colle (Schumina Tkd) Vito Angileri Carabinieri                              |
| fino a 80 kg (dettagli) | Simone Cannellino (Centro Tkd Scauri)     | Claudio De Florio (Scuola Koryo Genova) | Emanuele D'Orazi (Tkd Competition) Gianni Guglielmo Carabinieri                     |
| fino a 87 kg (dettagli) | Marco Palmacci Fiamme Oro                 | Gianluca Foderaro (Backlash Academy)    | Danilo Lo Iacono (Champions Tkd Lo Iacono) Bruno Natale (Gymnagar Futura)           |
| Oltre 87 kg (dettagli)  | Leonardo Basile Esercito                  | Vito Luiso (Fisic Center Tkd)           | Andrea Sabbatini (Libertas Tkd Club Jesi) Marco Forcina (Taekwondo Arduini)         |

### Donne
| Categoria               | Oro                                   | Argento                                     | Bronzo                                                                    |
| fino a 46 kg (dettagli) | Anna Ianniello (New Green Form)       | Sara Brandolese (Tkd Competition)           | Michelle Marino (Tkd 2000) Melania Zonfrillo (C.S. La Pietra)             |
| fino a 49 kg (dettagli) | Roberta Ramazzotto Esercito           | Sara Dante (Star '90 Roma)                  | Chiara Fiore (Palestra Perulli) Maddalena Tortorella (Centro Azzurro Tkd) |
| fino a 53 kg (dettagli) | Serena Napolano (Asd Canguro)         | Federica Mastrantoni Fiamme Azzurre         | Elisa Gattella (Edera Tkd Koryo) Jessica Salsedo (Scuola Tkd Nolano)      |
| fino a 57 kg (dettagli) | Silvana Laganà Esercito               | Loredana Colucci (Well-B Srl)               | Carla Tortorella (Centro Azzurro Tkd) Margherita Zocco Fiamme Oro         |
| fino a 62 kg (dettagli) | Federica Perugini (Scuola Tkd Genova) | Eleonora Platania Carabinieri               | Roberta Nardelli (Tkd Terracina 1984) Delia Congedo (Centro Tkd Pezzolla) |
| fino a 67 kg (dettagli) | Michela Grandino (Tkd Capaccio)       | Federica Del Coco (Tkd Olimpico Club Lecce) | Dalila Maiozzi Fiamme Oro Paola Andreozzi (Tkd Competition)               |
| fino a 73 kg (dettagli) | Martina Betto (Scuola Tkd Nolano)     | Serena Capriglione (Tkd Regis Bologna)      | Maria Letizia Nobile (Asd Athena Fitness) Rosa D'Alise (Cordal Tkd)       |
| Oltre 73 kg (dettagli)  | Giulia Colombo (Tkd Karisma Latina)   | Irene Capanni (Nrgym)                       | Raffaella Corona (Astroclub) Rosa Esposito (Asd Condor)                   |

## Medagliere società
| Pos. | Società                        | Oro | Argento | Bronzo |   |
| ---- | ------------------------------ | --- | ------- | ------ | - |
| 1    | Fiamme Oro                     | 3   | 2       | 2      | 7 |
| 2    | Esercito                       | 3   | 1       | 0      | 4 |
| 3    | Asd Canguro                    | 2   | 0       | 0      | 2 |
| 4    | Tkd Olimpico Club Lecce        | 1   | 1       | 0      | 2 |
| 5    | New Green Form                 | 1   | 0       | 1      | 2 |
| 5    | Scuola Tkd Nolano              | 1   | 0       | 1      | 2 |
| 6    | Scuola Tkd Genova              | 1   | 0       | 0      | 1 |
| 6    | Tkd Capaccio                   | 1   | 0       | 0      | 1 |
| 6    | Olympic Tkd Academy            | 1   | 0       | 0      | 1 |
| 6    | Centro Tkd Scauri              | 1   | 0       | 0      | 1 |
| 6    | Tkd Karisma Latina             | 1   | 0       | 0      | 1 |
| 7    | Carabinieri                    | 0   | 1       | 2      | 3 |
| 7    | Tkd Competition                | 0   | 1       | 2      | 3 |
| 8    | Centro Tkd Kukkiwon            | 0   | 1       | 0      | 1 |
| 8    | Fiamme Azzurre                 | 0   | 1       | 0      | 1 |
| 8    | Kim Yu Sin                     | 0   | 1       | 0      | 1 |
| 8    | Backlash Academy               | 0   | 1       | 0      | 1 |
| 8    | Scuola Koryo Genova            | 0   | 1       | 0      | 1 |
| 8    | Fisic Center Tkd               | 0   | 1       | 0      | 1 |
| 8    | Star '90 Roma                  | 0   | 1       | 0      | 1 |
| 8    | Well-B Srl                     | 0   | 1       | 0      | 1 |
| 8    | Tkd Regis Bologna              | 0   | 1       | 0      | 1 |
| 8    | Nrgym                          | 0   | 1       | 0      | 1 |
| 9    | Centro Azzurro Tkd             | 0   | 0       | 2      | 2 |
| 10   | Centro Tkd Prati               | 0   | 0       | 1      | 1 |
| 10   | Tkd 2000                       | 0   | 0       | 1      | 1 |
| 10   | Aerobiclub                     | 0   | 0       | 1      | 1 |
| 10   | Tkd Sport Center               | 0   | 0       | 1      | 1 |
| 10   | Gymnagar Futura                | 0   | 0       | 1      | 1 |
| 10   | Palestra Perulli               | 0   | 0       | 1      | 1 |
| 10   | Edera Tkd Koryo                | 0   | 0       | 1      | 1 |
| 10   | Tkd Terracina 1984             | 0   | 0       | 1      | 1 |
| 10   | Centro Sportivo Tkd Gym Club 2 | 0   | 0       | 1      | 1 |
| 10   | Tkd Gold Academy               | 0   | 0       | 1      | 1 |
| 10   | Vigili del Fuoco               | 0   | 0       | 1      | 1 |
| 10   | Bentis                         | 0   | 0       | 1      | 1 |
| 10   | Schumina Tkd                   | 0   | 0       | 1      | 1 |
| 10   | Champions Tkd Lo Iacono        | 0   | 0       | 1      | 1 |
| 10   | Libertas Tkd Club Jesi         | 0   | 0       | 1      | 1 |
| 10   | Taekwondo Arduini              | 0   | 0       | 1      | 1 |
| 10   | C.S. La Pietra                 | 0   | 0       | 1      | 1 |
| 10   | Centro Tkd Pezzolla            | 0   | 0       | 1      | 1 |
| 10   | Asd Athena Fitness             | 0   | 0       | 1      | 1 |
| 10   | Cordal Tkd                     | 0   | 0       | 1      | 1 |
| 10   | Astroclub                      | 0   | 0       | 1      | 1 |
| 10   | Asd Condor                     | 0   | 0       | 1      | 1 |